# 宮脇陽三
宮脇 陽三（みやわき　ようぞう、1930年5月8日-　）は、日本の教育学者、佛教大学名誉教授。

## 来歴
広島大学教育学部卒、同大学院博士課程満期退学、1968年「フランス大学入学資格試験制度史研究」で広大教育学博士。皇學館女子短期大学講師、美作女子大学助教授、佛教大学文学部助教授、教授、1995-97年教育学部長を兼任。

## 著書
- 『フランス大学入学資格試験制度史』風間書房 1981
- 『比較教育学基礎論』仏教大学通信教育部 1988
- 『教育法規基礎論』仏教大学通信教育部 1990
- 『教育指導研究』仏教大学通信教育部 1992
- 『教育実習研究(中・高)』仏教大学通信教育部 1992
- 『基礎教育 生涯教育学のすすめ』仏教大学通信教育部 1994
- 『道徳教育の研究』仏教大学通信教育部 1994
- 『教科教育法社会』仏教大学通信教育部 1995
- 『教育学 生涯学習時代にむけて』編著 ミネルヴァ書房 1997
- 『教科教育法地理歴史』仏教大学通信教育部 1998

### 共編著
- 『現代道徳教育の研究』村田昇共編著 めいけい出版 1981
- 『生と死の生涯学習』城ヶ端初子共編 学文社 1999

## 論文
- Cinii